# Mikrospiliá
Mikrospiliá är en ort i Grekland.   Den ligger i prefekturen Nomós Ártas och regionen Epirus, i den centrala delen av landet, 280 km nordväst om huvudstaden Aten. Mikrospiliá ligger 817 meter över havet och antalet invånare är 170.
Terrängen runt Mikrospiliá är bergig österut, men västerut är den kuperad.Runt Mikrospiliá är det glesbefolkat, med 13 invånare per kvadratkilometer. Närmaste större samhälle är Ágios Dimítrios, 2,7 km söder om Mikrospiliá. I omgivningarna runt Mikrospiliá växer i huvudsak blandskog.